# 化外之醫
《化外之醫》（英語：The Outlaw Doctor）是一部於2025年發行並具有懸疑犯罪元素的臺灣醫療電視劇，故事講述外籍移工及醫療體系困境下，越南籍醫師范文寧（連炳發飾）為籌措母親的巨額醫療費在臺灣暗地裡從事非法醫療，並與人力仲介劉天誠（楊一展飾）相識，踏入了失聯移工的地下社會，隨後捲入了威大醫院醫師鄭琬平（張鈞甯飾）引發的醫療糾紛，三人從而涉及更嚴重的移工風波。本劇由湯昇榮監製、廖士涵與詹淳皓聯手執導，編劇張世嫺與溫郁芳。由張鈞甯、連炳發、溫昇豪、楊一展、許安植、蔡亘晏與夏騰宏等人演出。
全劇共11集，於2025年3月8日起在公視主頻首播，每週六晚間9至11點連播兩集。公視+、Hami Video、愛奇藝國際版以及越南K+和印尼CATCHPLAY+每週六晚間10點播出。

## 故事大綱
故事講述外籍移工及醫療體系困境下，越南籍整形外科醫師范文寧（連炳發飾）為籌措母親的巨額醫療費飛赴臺灣，暗地裡從事非法醫療，並因人力仲介劉天誠（楊一展飾）向他介紹工作，踏入了失聯移工的地下社會，隨後捲入了威大醫院神經外科醫師鄭琬平（張鈞甯飾）引發的醫療糾紛，三人從而被更嚴重的移工風波所籠罩。

## 播出時間
| 頻道     | 所在地 | 播出日期     | 播出時間             | 備註         |
| -------- | ------ | ------------ | -------------------- | ------------ |
| 公視主頻 | 臺灣   | 2025年3月8日 | 每週六 21:00 - 23:00 | 首播連播兩集 |

### OTT
公視+、Hami Video、愛奇藝國際版、K+、CATCHPLAY+2025年3月8日週六22:00上架。

## 演員
| 演員   | 角色   | 簡要介紹                               |
| ------ | ------ | -------------------------------------- |
| 連炳發 | 范文寧   | 越南籍整形外科醫師                     |
| 張鈞甯 | 鄭琬平 | 威大醫院神經外科醫師                   |
| 楊一展 | 劉天誠 | 通海人力仲介公司老闆。                 |
| 蔡亘晏 | 林靜鈺 | 威大醫院資深護理師。                   |
| 夏騰宏 | 吳振華 | 外事警察，會說印尼話及有學簡單越南話。 |
| 許安植 | 周傳蕙 | 檢察官。                               |
| 阮秋姮 | 紅雲   | 紅雲小吃店老闆娘。                     |
| 呂晉宇 | 阮清風 | 范文寧的大學同學。                       |
| 黃大煒 | 祚家群 | 達衛南向醫療器材公司董事長。           |

## 獎項紀錄
| 日期          | 頒獎典禮                      | 獎項         | 入圍者／作品   | 結果 |
| ------------- | ----------------------------- | ------------ | -------------- | ---- |
| 2025年8月24日 | 第7屆亞洲內容大獎&全球OTT大獎 | 最佳亞洲內容 | 化外之醫       | 待定 |
| 2025年8月24日 | 第7屆亞洲內容大獎&全球OTT大獎 | 最佳編劇     | 張世嫺、温郁芳 | 待定 |